# Криволапов, Юрий Николаевич
Юрий Николаевич Криволапов (18 марта 1964, Иваново, РСФСР, СССР — 29 сентября 2018, Иваново, Россия) — советский и российский футболист, тренер, судья. Кандидат в мастера спорта СССР. 

## Биография
Футболом начал заниматься во дворе с другими парнями. В девять лет отец будущего игрока привел его в спортшколу «Текстильщик» к тренеру Геннадию Скрипачеву. Затем он занимался под руководством Владимира Фомичева и Бориса Коколова, а выпускал его Николай Дерюжко. В 1982 году в 18 лет был зачислен в главную команду «Текстильщика». В первом же сезоне на взрослом уровне нападающий вместе с командой вышел в первую лигу. В дальнейшем Криволапов стал одним из лучших нападающий в истории клуба. В 1990 году форвард повторил рекорд результативности, забив за сезон 28 мячей (спустя три года его перекроет Игорь Тихонов). 13 июня 1991 года в домашней игре с командой РАФ (Елгава) на 85-й минуте встречи нападающий забил свой сотый гол за команду. Всего за «Текстильщик» он отличился в первенствах страны 129 раз (больше него за клуб забивал только Анатолий Ильин). Известный украинский спортивный журналист Виктор Хохлюк в статье «Бомбардир—сотник и обладатель трёх футбольных бутс» так описал игру Криволапова:
Отличался постоянной нацеленностью на ворота. Его пушечные «выстрелы» нередко завершались взятием ворот. Обладал голевым чутьём, своей неповторимой индивидуальностью и креативностью на поле, отличался умением найти нужный момент и позицию для удара. Был игроком штрафной площади — чаще всего забивал с ближней дистанции. Также запомнился способностью зарабатывать пенальти. Защитникам соперника часто приходилось фолить против активного нападающего «Текстильщика», да и судьи «верили» его импровизации.
.
В 1992 году футболист вместе с командой принял участие в матче 1/16 финала против клуба Высшей лиги «Шинник» (Ярославль) (1:2). Помимо ивановцев, нападающий выступал в первой лиге за «Шинник» и владимирское «Торпедо». Завершал свою карьеру в ивановском «Кранэкс» (в одном из его матчей Криволапов сыграл за коллектив в качестве вратаря).
Всего в первенствах СССР и России среди команд мастеров форвард провел 448 игр (из них 101 - в первой лиге) и забил 152 гола. После завершения карьеры Криволапов некоторое время работал судьей и обслуживал матчи команд ПФЛ. В «Кранэксе» он занялся тренерской работой. Затем наставник долгое время работал в СДЮШОР «Текстильщик» и сделал два выпуска ребят 1989 г.р. и 2000 г.р. С последним он неоднократно побеждал в юниорском первенстве МФФ «Золотое Кольцо», участвовал в финалах Первенства России, был главным тренером «Золотого Кольца» и ЦФО. Параллельно Юрий Николаевич трудился на кафедре физического воспитания Ивановского государственного энергетического университета и работал со студенческим футбольным коллективом. Также занимал должность председателя Ассоциации мини-футбола Ивановской области
В последние годы жизни Криволапов входил в тренерский штаб молодежной команды «Текстильщика». Скончался 29 сентября 2018 года после тяжелой болезни в Иванове. Проститься с ветераном спорта пришли сотни жителей города. Известный футбольный деятель похоронен на Новоталицком кладбище.

## Достижения
- Обладатель Кубка РСФСР: 1986.
- Финалист Кубка РСФСР: 1984.
- Бронзовый призёр Чемпионата РСФСР: 1987.

## Семья
Сын Юрия Криволапова Кирилл (1989 г.) ранее занимался судейской деятельностью, являлся специалистом по работе с болельщиками в «Текстильщике». Племянник Антон Криволапов (1983 г.) - футбольный судья. Ранее он обслуживал матчи с участием профессиональных команд. Есть внучка Вика.